# Rómulo (rinoceront)
Rómulo   (Anglaterra, 15 d'abril de 1979) és un exemplar de rinoceront blanc que va passar 23 anys a l'antic zoo de València i va desenvolupar estereotípia.
Va nàixer el 15 d'abril de 1979 a un zoo d'Anglaterra i va passar els seus primers anys a un circ. El 1984 va arribar al zoo de Vivers, on es va trobar tancat en un petit recinte de 18 metres quadrats. A causa de la restringida llibertat de moviment, el rinoceront va començar a caminar en cercles sense descans. El 2007, després de 23 anys caminant en cercles, va ser traslladat al Bioparc on va començar teràpia per recuperar-se, ja que havia desenvolupat un greu cas d'estereotípia consistent a caminar contínuament en cercles en un lloc determinat, tot i ara tindre més espai per moure's. Gràcies a la teràpia i a trobar-se en un hàbitat molt més gran on podia interactuar amb altres animals, Rómulo va millorar considerablement. El 2013 va ser traslladat a una reserva natural a Sevilla, on podria moure's lliurement i continuar amb la seua teràpia. Així, el 2016 finalment va deixar de caminar en cercles per complet.